# 28 Vulpeculae
28 Vulpeculae, som är stjärnans Flamsteed-beteckning, är en ensam stjärna belägen i den mellersta delen av stjärnbilden Räven. Den har en skenbar magnitud på ca 5,05 och är svagt synlig för blotta ögat där ljusföroreningar ej förekommer. Baserat på parallax Gaia Data Release 2 på ca 5,9 mas, beräknas den befinna sig på ett avstånd på ca 560 ljusår (ca 170 parsek) från solen. Den rör sig närmare solen med en heliocentrisk radialhastighet av ca -23 km/s. och förväntas ligga på 198 ljusårs avstånd från solen om ca 5,9 miljoner år.

## Egenskaper
28 Vulpeculae är en blå till vit underjättestjärna av spektralklass B5 IV, som förbrukat förrådet av väte i dess kärna och utvecklats bort från huvudserien. Den har en massa som är ca 5 solmassor, en radie som är ca 3 solradier och utsänder ca 485 gånger mera energi än solen från dess fotosfär vid en effektiv temperatur på ca 15 200 K.
28 Vulpeculae har tagits med i en lista över de minst variabla stjärnorna som observerats med Hipparcos-satelliten. Dess ljusstyrka varierade med högst 0,0005 magnituder i Hipparcos passband.